# Bierkapitän
Bierkapitän (* 19. März 1982 in Aachen; eigentlich: Patrick Portnicki) ist ein deutscher Partyschlagersänger. Er tritt auch unter dem Pseudonym Richard Bier auf.

## Leben
Patrick Portnicki arbeitete früher im Vertrieb einer Synchronsprecheragentur.  Er ist außerdem Mitbegründer und Sänger der Hardcore-Punk-Band Start a Revolution. Sein damaliger Gesangsstil war im Wesentlichen von Nathan Gray von Boysetsfire geprägt. Auf dem Weg zu einem Konzert in Polen hörte die Band ausgiebig Partyschlager und machte sich darüber lustig. Ein Mitglied einer befreundeten Band hatte kurz vorher ebenfalls auf Schlager umgesattelt. Diesen besuchte er in dessen Heimstudio und ließ sich dort ebenfalls inspirieren.
Schließlich versuchte er sich an einem Text in einem ähnlichen Stil und schrieb den Song Bierkapitän, obwohl er selbst keinen Alkohol trinkt. Für den Song wählte er das Pseudonym Richard Bier als Anspielung auf den Schauspieler Richard Gere. Der Durchbruch gelang ihm nach einer Coverversion des Songs zusammen mit Markus Becker. Für den Song wählte er erstmals das Pseudonym „Bierkapitän“. Das Video entstand in einem Freizeitbad in Würselen. Beliebt war der Song bei der deutschen Fußballnationalmannschaft (U-21-Männer). 2020 gewann er den Ballermann-Award in der Kategorie „Hit Award“.
Im Anschluss begann er unter beiden Pseudonymen auf Mallorca aufzutreten, unter anderem im Mega-Park. Zusammen mit seinem Bruder richtete er ein Heimstudio in Hermeskeil ein und gründete das Label Geile Mucke Records. Er begann auch als Songwriter für andere Schlagersänger zu schreiben. Es folgten unter anderem eine Version von Wellerman unter dem Titel Mallorca ich komm heim mit Julian Sommer. Ein Hit wurde der Song Lea, den er zusammen mit Andy Luxx und DJ Aaron veröffentlichte und der am 19. August 2022 Platz 23 der deutschen Charts erreichte.

## Diskografie

### EPs
- 2018: Bierkapitän (FanTom & Cortez Hands Up Remix)
- 2019: Bierkapitän (mit Markus Becker)

### Singles
- 2017: Schakalaka Boom Boom (mit Geilomat)
- 2018: Bruce will es
- 2018: Bierkapitän
- 2019: Mama Mallorca
- 2020: Zeig mir den Weg (zurück zur Theke)
- 2020: Wir machen laut
- 2021: Mallorca ich komm heim (Wellerman) (mit Stefan Stürmer und Julian Sommer)
- 2021: Schere Stein paar Bier (Schnick Schnack Schluck)
- 2021: Bier spielt die Musik (mit Justin Pollnik, Haehnchenteile & Die Fuffies)
- 2022: Ein Pils steht im Wald (die Tannen zapfen)
- 2022: Bier Uhr (mit Unnormal und DJ Cashi)
- 2022: Lea (mit Andy Luxx und DJ Aaron)
- 2024: Skandal! (mit Lorenz Büffel und Almklausi)
- 2024: Irrenhaus
- 2024: Ihr könnt mich alle (mit Eko Fresh)